# Paringsdans

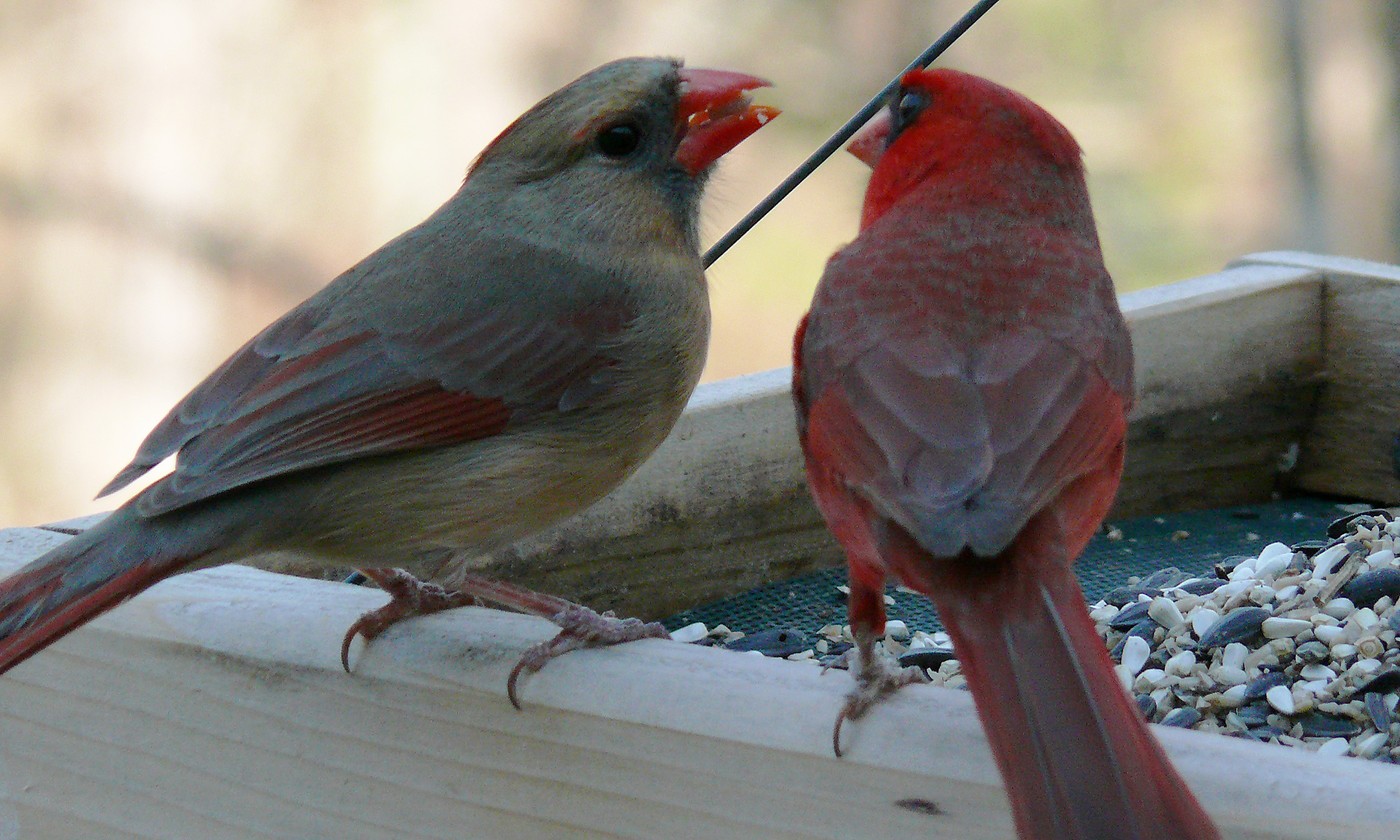
Een mannelijke Cardinalis cardinalis biedt voedsel aan een vrouwtje aan

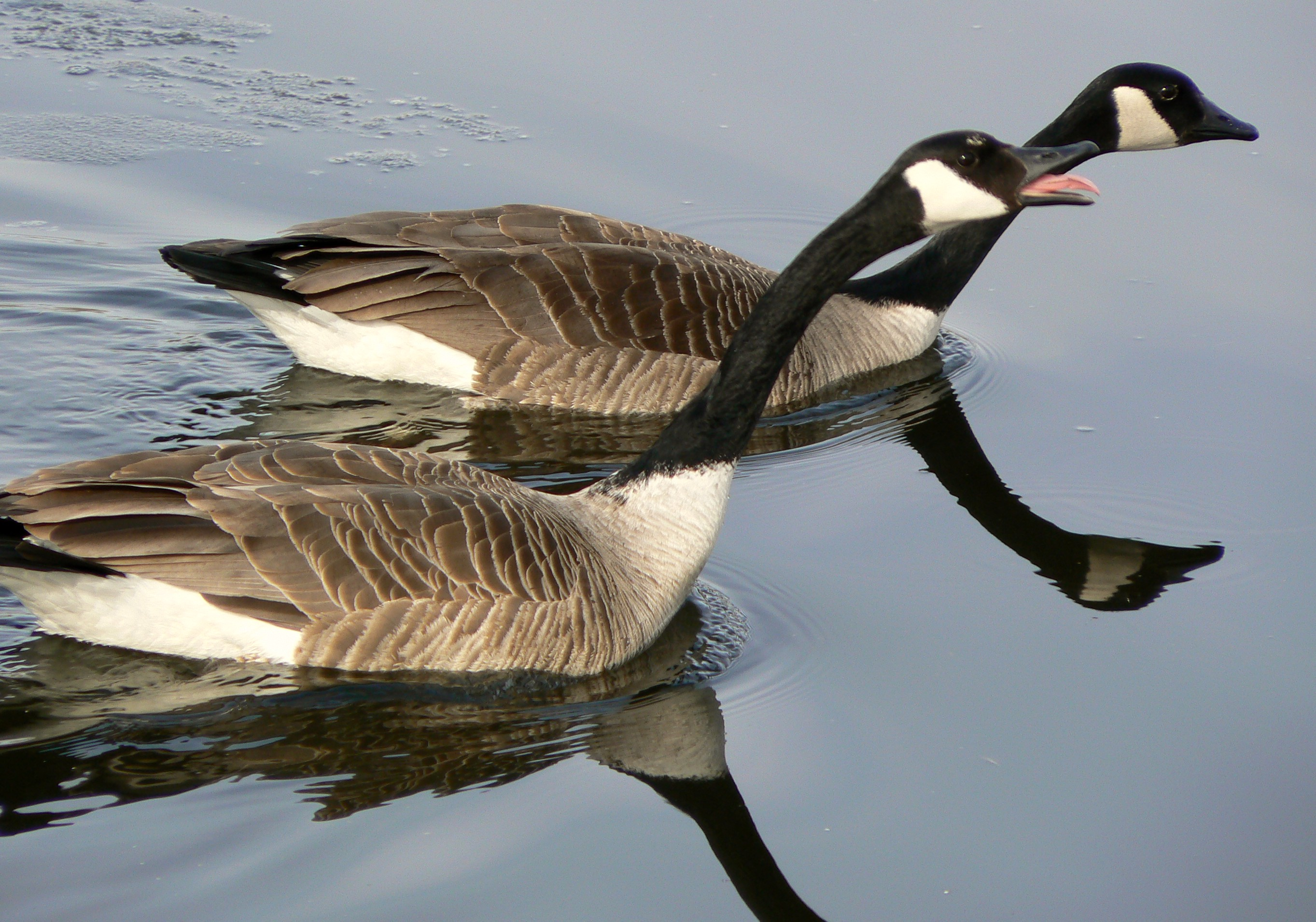
Branta canadensis tijdens paringsritueel

Een paringsdans ook paringsritueel is expressiegedrag dat in de natuur veelvuldig voorkomt, zoals ook omschreven in balts.

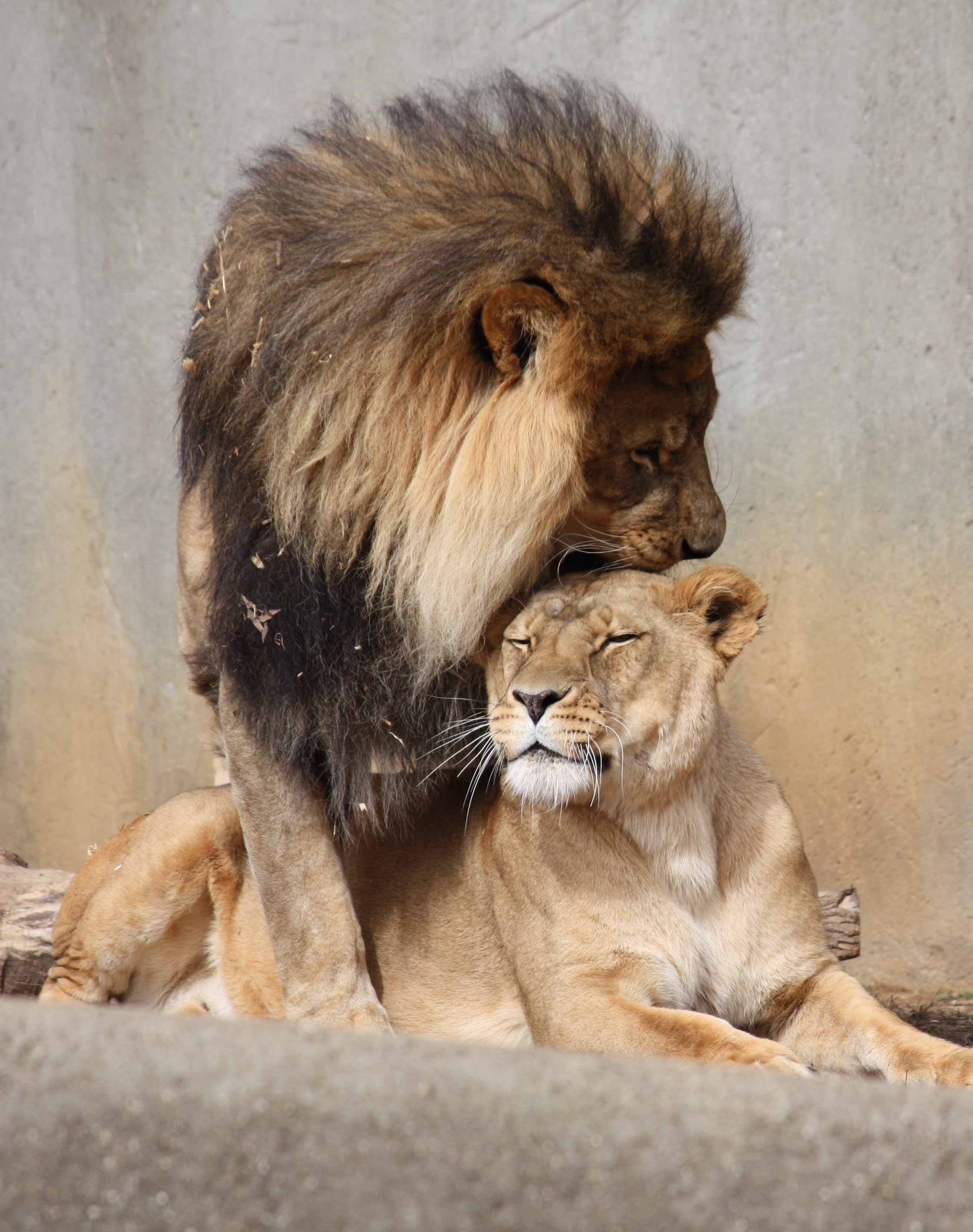
Paringsdans bij leeuwen

Biologen die onderzoek deden naar paargedrag van soorten ontdekten dat bij veel diersoorten partners worden geselecteerd met een paringsdans. Onder vogels en zoogdieren en sommige vissoorten is een paringsdans het ritueel dat voorafgaat aan de paring. Met de paringsdans wordt de partnerkeuze voor het bevruchten gekozen.